# 漢黃德道
漢黃德道，清朝湖北省设置的道。
1669年设立设分守武昌道，驻武昌府，管理武昌府、黄州府、汉阳府。1726年为布政使司参议衔。1728年驻黄州府，改称武汉黄道。1735年兼辖德安府，改名武汉黄德道。1750年，为分守武汉黄德等处地方道。1779年，武昌府改为驿传道分巡，改名分巡漢黃德道。1861年监管汉口关，驻汉口。